# Petar Luka Biankini
Petar Luka Biankini (Stari Grad na Hvaru, 14. listopada 1856. – Stari Grad, 2. rujna 1928.) je bio hrvatski agronom, prosvjetar, pionir hrvatskog vrtlarstva i novinar. Brat je hrvatskog liječnika Ante Biankinija i hrvatskog preporodnog političara Jurja Biankinija.

## Životopis
Rodio se u Starom Gradu na Hvaru. Osnovnu je školu pohađao u rodnom Starom Gradu. U Splitu je pohađao šest razreda klasične gimnazije. U Križevcima je pohađao Gospodarsko-šumarsko učilište. U Mađarskoj je pohašao Poljodjelsku akademiju u Ugarskom Starom Gradu (mađ. Magyaróváru). Potom se školovao u Beču gdje je diplomirao na Visokoj školi za kulturu tla. 
Prvo radno mjesto bio mu je Šibenik. Ondje je u Građanskoj školi osnovao praktičnu poljoprivrednu školu pod nazivom Ratarski tečaj i organizirao t.zv. "Pokušalište", pokusno poljoprivredno polje. 
Uz pomoć Narodne stranke, pokrenuo je list Gospodarski poučnik. Izdavao je brojna djela na hrvatskom jeziku. Novinarski rad protegao se i u drugim listovima kao što su Bullettino agrario della Dalmazia – Gospodarski list dalmatinski, Narodni kalendar, Pučki list, Jadranska vila i Narodni list, gdje je bio suurednik s bratom Jurjem. To je bilo u fazi otkad se je Petar Luka Biankini uključio u hrvatska preporodna kretanja. Živio je i radio u Šibeniku i Zadru.
Njegovo najpoznatije praktično djelo je melioriranje i stručno uređenje posjeda austrijskog vojvode Ferdinanda IV. u Toskani, za što su mu priznanje odali brojni europski poljodjelski stručnjaci.
Pretkraj života vratio se je u rodni Stari Grad, gdje je i umro.